# Inocente Rodríguez
Inocente Rodríguez (n. 1845, Santa Bárbara, Honduras), Abogado y político. Presidente por depósito de Honduras entre 16 de marzo al 17 de mayo de 1871. Presidente por depósito de Honduras 2 de julio al 20 de octubre de 1871.

## Biografía
Inocente Rodríguez vio la luz en el departamento de Santa Bárbara, Honduras. De orientación conservadora, se vio desde joven en puestos políticos.
- 1860 nombrado Secretario del Senado.
- 1870 (2 de febrero) nombrado Diputado y Designado presidencial del Capitán general José María Medina.[2]

## Presidencia provisional
Siendo diputado designado presidencial, Inocente Rodríguez asume la administración en fecha 17 de marzo de 1871, entregada por depositó por el Capitán general José María Medina, quien tiene que enfrentarse a las contiendas salvadoreñas su vicepresidente el General Florencio Xatruch, quien acuerpado por el gobierno salvadoreño que gobernaba Francisco Dueñas, le había nombrado como Comandante de Armas de San Miguel y posiblemente marchar sobre Honduras. Las tensiones entre los dos gobiernos estaban deterioradas debido a tal apoyo militar, es por ello que Medina, se lanza al mando de sus tropas sobre El Salvador, Francisco Dueñas es derrotado y en su lugar asume el gobierno el Mariscal Santiago González Portillo. El gobernante hondureño Medina, regresa a Honduras y en fecha 17 de mayo de 1871, toma las riendas de la administración hondureña.

## Segunda presidencia provisoria
El diputado y designado presidencial Rodríguez, nuevamente toma la administración de Honduras en fecha 2 de julio de 1871, de manos del Capitán general José María Medina, debido a que el General Florencio Xatruch era promocionado por el Mariscal y gobernante salvadoreño Santiago Gonzáles a marchar sobre Honduras y tomar el poder, mismo que haría efectivo proclamándose presidente el 28 de mayo de 1871, en la ciudad de Nacaome; ordenando el campamento de sus tropas en la localidad sureña y occidental de Honduras. Medina al verse comprometido con las hostilidades presentadas por su colega y compatriota, decide marchar junto con su ejército y enfrentarlo, Xatruch es derrotado y regresa a El Salvador; simpatizantes de Xatruch quedan en la localidad de Curarén e instan al pueblo a que se revele contra Medina, el presidente hondureño al darse cuenta de esta pequeña rebelión envía tropas gubernamentales para reducirlas. Mientras, el General Xatruch con asilo en El Salvador solicita ayuda al gobernante de Guatemala para que se una a las salvadoreñas y junto a las suyas procedan a derrocar a Medina.
- Inocente Rodríguez hizo entrega de la presidencia nuevamente a Medina el 20 de octubre de 1871.